# Памятник воинам-землякам (Хатассы)
«Памятник воинам-землякам, погибшим в годы Великой Отечественной войны» — мемориальный комплекс, посвящённый памяти воинов погибших в годы Великой Отечественной войны в селе Хатассы, Хатасского наслега, городского округа Якутск, Республики Саха (Якутия). Памятник истории и культуры регионального значения.

## Общая информация
После победоносного окончания Великой Отечественной войны в городах и сёлах республики Якутия стали активно возводить первые памятники и мемориалы, посвящённые павшим солдатам. Обелиск воинам-землякам по проекту скульптора С. А. Егорова был установлен в самом центре села Хатассы в парке около школы в 1967 году. В 1985 году в дни празднования 40-летия Победы в Великой Отечественной войне был установлен памятник, территория прилегающая была реконструирована и улучшена.
12 сентября 2015 года, в год празднования 70-летия Великой Победы, в рамках городского конкурса «Народный бюджет», на прилегающей территории был благоустроен и торжественно открыт сквер «Память жива».

## История
По архивным сведениям и документам, в годы Великой Отечественной войны из Хатасс когонаслега на фронт были призваны 141 человек. Из них 81 погибли и пропали без вести на полях сражений, 60 человек вернулись на Родину в Якутию и продолжили мирную жизнь.

## Описание памятника
Памятник представляет собой мемориальную композицию, центральной фигурой которой является архитектурная форма скульптуры солдата в оригинальном виде. По бокам установлены два пилона с надписями даты Великой Отечественной войны. За солдатом размещены дюралевые мемориальные доски с именами павших и вернувшихся с фронта земляков. Прямоугольное основание памятника и площадка выполнена из железобетона. К памятнику ведёт трёхступенчатая лестница. 
В соответствии с Постановлением Совета Министров Якутской АССР от 31 декабря 1976 г. № 484 «О состоянии и мерах по улучшению охраны памятников истории и культуры Якутской АССР», памятник внесён в реестр объектов культурного наследия народов Российской Федерации и охраняется государством.